# Mykola Vasylenko
 (mars 2016).
Si vous disposez d'ouvrages ou d'articles de référence ou si vous connaissez des sites web de qualité traitant du thème abordé ici, merci de compléter l'article en donnant les références utiles à sa vérifiabilité et en les liant à la section « Notes et références ».
Mykola Vasylenko, en ukrainien : Микола Прокопович Василенко, né le 2 février 1866 (14 février dans le calendrier grégorien)dans la région de Tchernihiv et mort en 1935, est un homme d'État ukrainien qui occupa provisoirement le poste de Premier ministre durant l'Hetmanat de Pavlo Skoropadsky, en remplacement de Mykola Oustymovytch.

## Biographie
Mykola Vasylenko étudia à la faculté de l'Université de Dorpat. En 1890 il défendit son travail scientifique et reçut une récompense. À Kiev, il perfectionna ses connaissances professionnelles en participant à des conférences données par des professeurs tels Włodzimierz Antonowicz, Vladimir Ikonnykov ou Oleksandr Lazarevskyi. Il travailla dans les archives des Actes antiques et fut coéditeur de la revue Kievskaya Starina. Il travailla comme professeur d'histoire dans les écoles à Kiev de 1903 à 1905. Il fut membre d'associations civiques et culturelles variées.
De 1905 à 1907, il édita le journal Kievskie otklyky et vit d'un bon œil la Révolution de 1905. Pour recueillir des fonds afin d'aider des manifestations du soulèvement de 1905, il publia dans une revue des articles antiétatique. Ceci lui valut un an d'emprisonnement qu'il fit à Saint-Pétersbourg. En prison, il étudia le droit. En 1909, Mykola Vasylenko fut élu professeur assistant à l'Université de Kiev. En 1910, il reçut un grade honorifique dédié aux professeurs. Toutefois, en raison de son manque de "fiabilité politique" l'administration impériale lui interdit d'enseigner dans le supérieur. Il travailla comme avocat judiciaire à Odessa.
Membre du Parti des cadets, ceci affecta ses relations avec les représentants du mouvement de libération national ukrainien. Après le coup d'état bolchevique, Mykola Vasylenko, alors à Petrograd, regagna l'Ukraine qui n’existait pas encore. Il occupa à Kiev une place importante dans l'enseignement et les activités scientifiques. Il fut élu professeur dans plusieurs écoles du secondaires et participa à la publication du périodique Sud kopeyka.
Le 3 mai 1918, Mykola Vasylenko fut nommé Premier ministre par intérim par l'hetman Pavlo Skoropadsky. Il fit preuve de multiples compétences dans l'organisation et la formation de l'appareil d'État et sut choisir des personnes qualifiées et expérimentées. Il servit temporairement comme ministre des Affaires étrangères de l'État ukrainien et devint ministre de l'Éducation. Le 9 juillet il rejoignit le comité de rédaction de l'Académie ukrainienne des sciences. En tant que ministre de l'Éducation, il fit de nombreux efforts pour créer des universités ukrainiennes, des écoles du secondaires et des institutions culturelles.
Après la chute de l'État ukrainien, Vasylenko travailla dans les universités de Kiev. En juillet 1920, il fut élu académicien, président du département socio-économique et un an plus tard devint lui-même président de l'Académie. Toutefois, il ne fut pas approuvé, les Bolchéviques s'y étant opposés. Dans le même temps, Mykola Vasylenko dirigea une société d'avocats.
En avril 1924, Mykola Vasylenko fut condamné à dix ans de prison par le NKVD pour sa prétendue appartenance à l'action régionale de Kiev, organisation créée de toutes pièces par les autorités[réf. souhaitée]. Sous la pression de la communauté scientifique, sa peine fut revue à la fin de cette année et il put retourner à ses recherches scientifiques. Cependant, sa santé se dégrada progressivement en raison de graves troubles nerveux. Mykola Vasylenko décéda en 1935. Il laissa un grand héritage constitué d'environ 500 articles scientifiques.